# 뎅글리슈

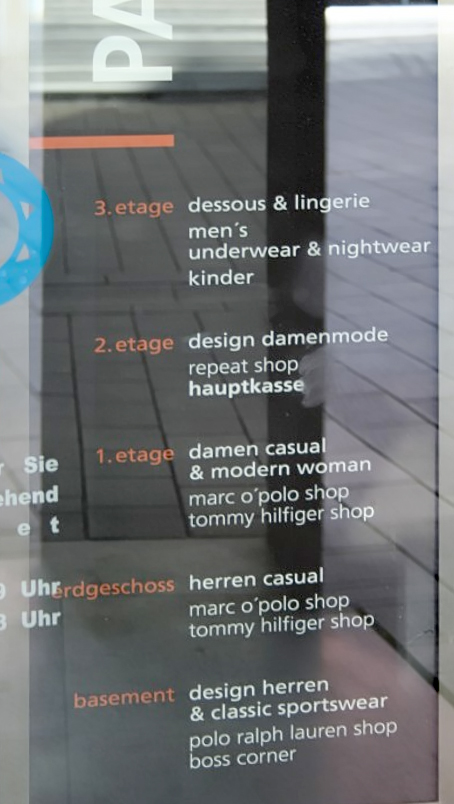
뎅글리슈의 예

뎅글리쉬(독일어: Denglisch), 엥글로이취(독일어: Engleutsch), 저미시(영어: Germish)는 영어의 차용어를 포함한 독일어로, 독일에서 사용되고 있지만 영어권에서는 사용되지 않은 단어 또는 영어를 직역한 독일어 문장, 독일어를 직역한 영어 문장을 말한다. 독일어권의 팝 음악, 컴퓨터, 비즈니스, 학술 세계에서 사용되는 경우가 있다.

## 같이 보기
- 잉그리시
- 혼합 언어